# Max Thayer
Michael „Max“ Thayer (* 18. Juni 1946 in Detroit, Michigan) ist ein US-amerikanischer Schauspieler.

## Leben
Thayer diente von 1966 bis 1969 insgesamt drei Jahre in der United States Army. Anschließend schloss er sich einer Straßentheatergruppe an. Ab Mitte der 1970er Jahre begann er in Filmproduktionen, anfänglich unter seinem bürgerlichen Namen, mitzuwirken. Eine erste größere Rolle übernahm er 1977 in Planet der Dinosaurier. Ab den 1980er Jahren folgten vermehrt Episodenrollen in Fernsehserien wie Benson, Simon & Simon oder Dallas.
Thayer wirkte häufiger in Action- oder (Anti-)Kriegsfilmen wie Der stählerne Adler (1986), Karate Tiger 2 (1987), Phantom Soldiers – Armee im Schatten (1987) und Pearl Harbor mit. 1985 übernahm er im Spielfilm Kommando Doppelgänger eine Doppel-Hauptrolle. In den 1990er Jahren gingen seine  Besetzungen in Filmen merklich zurück. Zwischen 2006 und 2014 nahm er Abstand vom Filmschauspiel. Zuletzt folgten mehrere Filmrollen in Kurzfilmen.

## Filmografie
- 1976: Ilsa – Haremswächterin des Ölscheichs (Ilsa, Harem Keeper of the Oil Sheiks)
- 1977: Hot Ice
- 1977: Planet der Dinosaurier (Ferocious Planet)
- 1982: Maggie (Fernsehserie, Episode 1x06)
- 1982: The Retrievers – Zum Töten abgerichtet (The Retrievers)
- 1982: Benson (Fernsehserie, Episode 4x03)
- 1982: Skeezer (Fernsehfilm)
- 1983: Simon & Simon (Fernsehserie, Episode 3x07)
- 1984: Talk Dirty to Me Part III
- 1984: Taifun der Zärtlichkeit (The Story of the Dolls)
- 1985: Dallas (Fernsehserie, Episode 8x21)
- 1985: Perfect Fit
- 1985: Kommando Doppelgänger (Deadringer)
- 1986: Der stählerne Adler (Iron Eagle)
- 1986: Geheimcode Leopard (No Dead Heroes)
- 1987: Karate Tiger 2 (No Retreat, No Surrender 2: Raging Thunder)
- 1987: Phantom Soldiers – Armee im Schatten (Phantom Soldiers)
- 1988: A Night at the Magic Castle
- 1991: Martial Law II: Undercover
- 1995: Jagd in der grünen Hölle (Dominion)
- 1996: Blonde Rache (Sworn to Justice)
- 1998: Visions
- 2001: The Man Who Wasn’t There
- 2001: Pearl Harbor
- 2002: American Gun
- 2002: C.E.O.
- 2003: S.W.A.T. – Die Spezialeinheit (S.W.A.T.)
- 2004: The War of Gene (Fernsehserie)
- 2004: A Killing in Choctaw
- 2006: Tyrants in Therapy (Fernsehserie, Episode 6x03)
- 2014: Zulu Six
- 2014: Monster Magnet: The Duke (Kurzfilm)
- 2014: Picture Perfect (Kurzfilm)
- 2015: Gilt
- 2015: Constellation 13 Wolves (Kurzfilm)
- 2016: Brothers in Arms
- 2017: Searching Skies (Kurzfilm)
- 2018: In the Middle of the River
- 2018: Frontera
- 2018: Sonora (Kurzfilm)
- 2018: Beautiful Dogs (Kurzfilm)
- 2019: Delivery (Kurzfilm)
- 2019: Kill in the Blank (Fernsehserie, Episode 1x03)